# 戈振缨
戈振缨（1920年—2008年），原名包干夫，曾用笔名沥青、扬帆、干夫等，男，山东蓬莱人，中国诗人、作家，曾任山东省文学艺术界联合会副主席。